# Горбачёв, Николай Андреевич
Николай Андреевич Горбачёв (1923—2000) — русский советский писатель, журналист и педагог, специальный корреспондент. Член Союза писателей СССР.

## Биография
Н. А. Горбачёв родился 13 сентября 1923 года в селе Большенарымском (ныне Восточно-Казахстанская область Казахстана). Учился в Махачкалинском дорожно-строительном и Ростовском-на-Дону морском техникуме.
Участник Великой Отечественной войны. В июле 1942 призван в армию, окончил Бакинское пехотное училище, с октября 1942 в составе 10-й курсантской бригады. В 1943 окончил курсы младших лейтенантов, назначен заместителем командира миномётной батареи, с 1944 командир взвода, батареи. Закончил войну на Эльбе в звании гвардии старшего лейтенанта.
В 1953 году окончил Военную радиотехническую академию.
С 1960 года специальный корреспондент газеты «Красная Звезда».
С 1967 года в журналах «Москва» и «Октябрь». Секретарь Московской писательской организации, возглавлял Высшие литературные курсы СП СССР. Секретарь СП СССР и председатель правления Литературного фонда СССР с 1986 года.
Скончался 30 сентября 2000 года. Похоронен на Переделкинском кладбище.

## Творчество
- повести
- «Звёздное тяготение»
- «Ракеты и подснежники»
- романы
- «Дайте точку опоры»
- «Ударная сила»
- «Битва»
- "Белые воды"(трилогия)

## Награды и премии
- Государственная премия РСФСР имени М. Горького (1981) — за роман «Битва»
- Серебряная медаль имени А. А. Фадеева (1976)
- премия на Всесоюзном конкурсе ВЦСПС и СП СССР за лучшее произведение о рабочем классе
- орден Трудового Красного Знамени
- орден Отечественной войны II степени
- орден Красной Звезды
- Орден Дружбы
- медаль «За отвагу»
- медаль «За боевые заслуги»
- медаль «За победу над Германией в Великой Отечественной войне 1941-1945 гг.»
- Почётный гражданин Лениногорска
- Почётный гражданин Большенарымского района